# Димитриос Даманис
Димитриос Даманис (на гръцки: Δημήτριος Δαμάνης) е гръцки общественик и просветен деец от края на XIX – началото на XX век.

## Биография
Димитриос Даманис е роден през 1858 година в сярското гръцко градче Нигрита. Учи в Сярското училище на Димитриос Марулис, след което е гръцки учител в различни селища в областта като разпространява елинизма. В 1887 година бяга със семейството си в района на Дарданелите. В 1892–1893 година е директор на гръцкото училище в Долна Джумая. От 1905 до 1909 година отново работи по Дарданелите. Срещу него има четири опита за убийство. Автор е на няколко образователни, исторически и фолклорни труда, някои от които са публикувани в различни списания. Дарява ценната си библиотека на училищата в Нигрита. Умира в Атина от тиф в 1923 година. Името му носи улица в Сяр.